# Leslie Carterová
Leslie Barbara Carterová (6. června 1986 Tampa, Florida, USA – 31. ledna 2012 Westfield, New York, USA) byla americká zpěvačka a herečka. Její bratři Nick Carter (člen skupiny Backstreet Boys) a Aaron Carter (Seussical) jsou také hudebníci. Zemřela na předávkování drogami ve věku 25 let.